# Вантадур, Шарль де Леви
Шарль де Леви (фр. Charles de Lévis; 1599 — 18 февраля или 19 мая 1649, Брив-ла-Гайард), 4-й герцог де Вантадур, пэр Франции — французский аристократ, государственный деятель.

## Биография
Третий сын Анна де Леви, герцога де Вантадура, и Маргерит де Монморанси.
Предназначался к церковной карьере, в юности был назначен епископом Лодева, но рукоположен не был и через три года отказался от этой кафедры.
Носил титул маркиза д'Анноне, 23 мая 1631 его старший брат Анри, решивший вступить в духовное сословие, передал ему титулы герцога де Вантадура и пэра Франции.
14 мая 1633 был пожалован в рыцари орденов короля.
Генеральный наместник губернаторства Лангедока, затем губернатор Лимузена.
22 августа 1642 продал Жану д'Отрию, сеньору де Монферье, баронию Вовер в Нимском диоцезе, дававшую право участвовать в штатах Лангедока.
На церемонии погребения Людовика XIII в аббатстве Сен-Дени 22 июня 1643 герцог де Вантадур нес скипетр.

## Семья
1-я жена (26.03.1634): Сюзанна де Лозьер, дочь Антуана де Лозьера, маркиза де Темина, и Сюзанны де Монлюк. Брак бездетный
2-я жена (28.02.1645): Мари де Ла-Гиш де Сен-Жеран (1622—23.07.1701), дочь Жана-Франсуа де Ла-Гиша, маршала Франции, и Сюзанны Оз-Эполь
Дети:
- Луи-Шарль (1647—28.09.1717), герцог де Вантадур. Жена (1671): Шарлотта-Элеонора-Мадлен де Ламот-Уданкур (1654—1744), дочь Филиппа де Ламот-Уданкура, герцога де Кардоны, маршала Франции, и Луизы де При
- Маргерит-Фелис (ум. 2.09.1717). Муж (1668): Жак-Анри де Дюрфор (1625—1704), герцог де Дюрас, маршал Франции
- Мари-Генриетта, монахиня в обители визитанток в Мулене (1.05.1667)